# بارب ببری

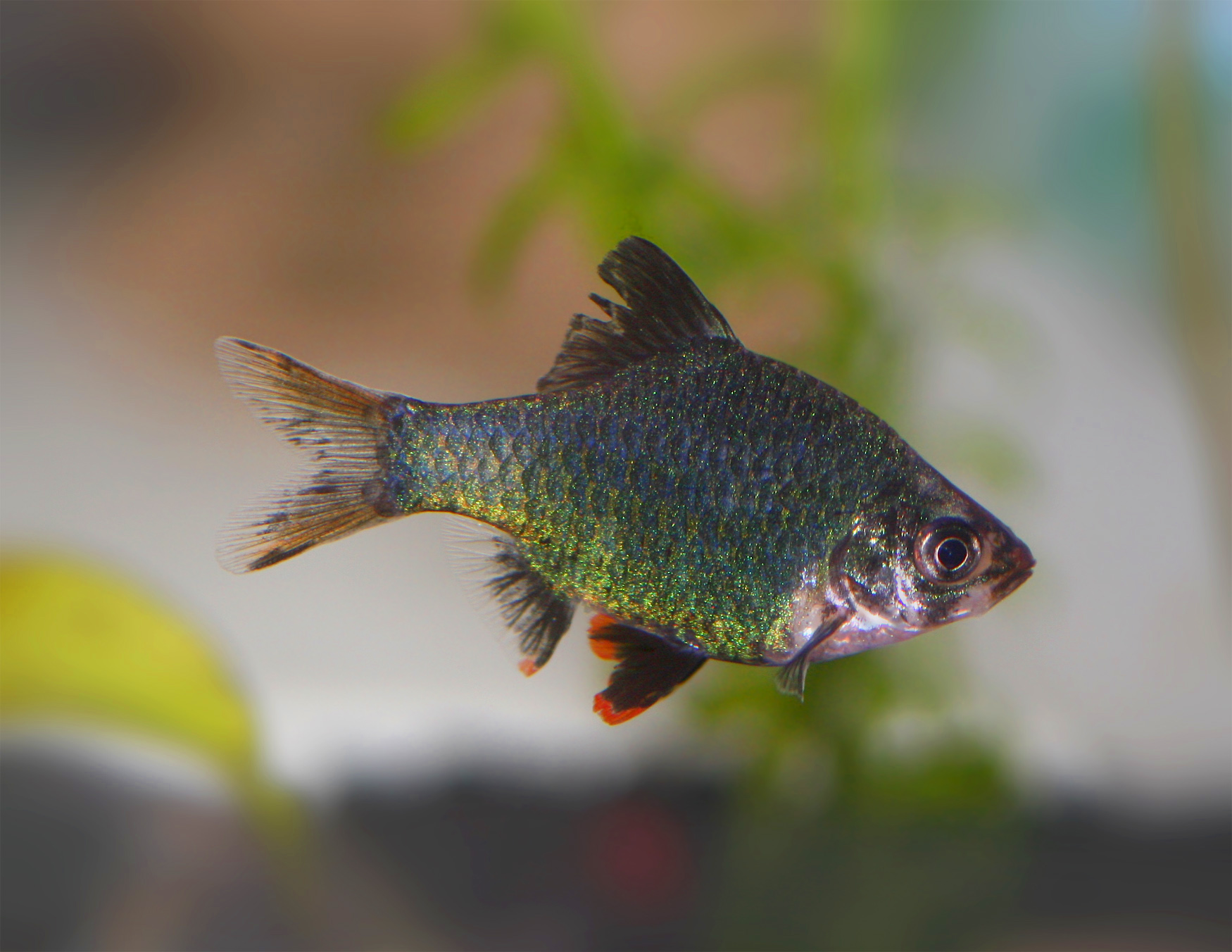
بارب ببری سبز

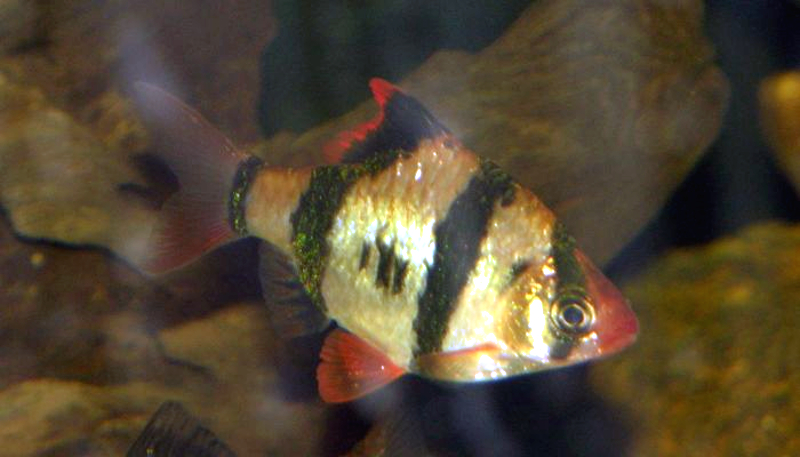

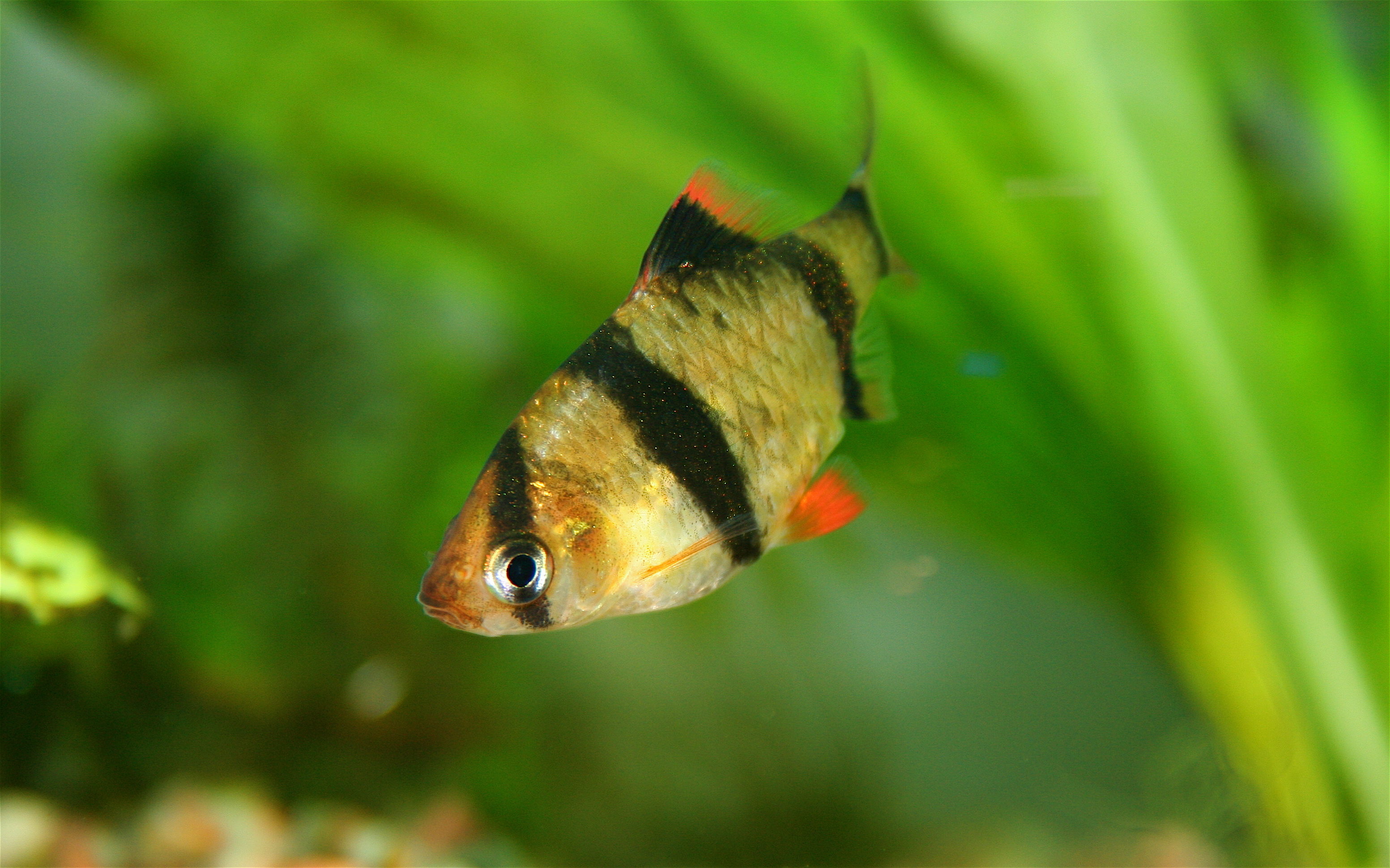

بارب ببری یا تایگر بارب (نام علمی: Systomus tetrazona) یک کپورماهی متعلق به مناطق استوایی است که زیستگاه اصلی آن در آب‌های شیرین شبه‌جزیره مالایا، سوماترا، بورنئو و کامبوج است که البته این ماهی در مناطق آسیایی دیگری نیز مشاهده شده. امروزه این ماهی در فروشگاه‌ها به عنوان یک ماهی تزئینی آب شیرین به فروش می‌رسد. این ماهی ۷ تا ۱۰ سانتی‌متر طول و ۳ تا ۴ سانتی‌متر پهنا دارد.

## ویژگی‌های فیزیکی
بارب ببری دارای رنگ نقره‌ای یا طلائی همراه با نوارهای مشکی بر روی بدن و همچنین دارای باله‌های نارنجی می‌باشد. ماهی پر جنب و جوشی است و بهتر است که به صورت گروهی در آکواریوم نگهداری شود.

## محل سکونت
دیده شده‌است که این ماهی در آب‌های تمیز یا گل آلود در جریان معتدل جوی‌ها در آب‌های گرمسیری زندگی می‌کند و آبی با ویژگی‌های ۶ تا ۸ پی اچ ۵ تا ۱۹ سختی آب و دما بین ۲۵ تا ۲۸ درجه سانتی گراد را ترجیح می‌دهند.

## در آکواریوم
ماهیانی فعال و گروهی هستند. بهتر است در گروه‌هایی شامل ۶تا۸ ماهی نگهداری شوند در غیر اینصورت به سایر ماهیان موجود در آکواریوم حمله کرده و به باله‌های آن‌ها آسیب وارد می‌سازند. نگهداری آن‌ها همراه با ماهیان آرام توصیه نمی‌شود. بارب ببری نیاز دارد که با غذاهای گوناگون از جمله غذاهای خشک، غذاهای منجمد مانند کرم خونی و همچنین غذاهای زنده مانند میگوی آب شور و نوزاد سایر ماهی‌ها تغذیه شود.
این ماهی با ماهی‌هایی همچون گورامی، مولی، دم شمشیری، شارک، رامیزی، انواع لوچ‌ها و کت فیش‌ها سازگاری دارد و می‌توان آن‌ها را در کنار هم نگهداری نمود.

## تکثیر
بهترین راه برای جفتگیری از این ماهی این است که تعدادی از این ماهی در یک آکواریوم نگهداری شود تا جفت مورد نظر یکدیگر را پیدا کنند. در هنگام تخمریزی ماهی ماده بر روی سطح صاف دراز کشیده و تخمریزی می‌نماید و سپس در پشت آن ماهی نر اسپرم خود را بر روی تخم‌ها ترشح می‌کند. بعد از حدوداً” ۵ روز نوزادان از تخم خارج می‌شوند. در این هنگام باید آن‌ها را با نوزاد میگو یا غذاهای بسیار ریز تغذیه نمود تا زمانی که آن‌ها به اندازهٔ کافی رشد کنند و بتوانند غذاهای معمولی را دریافت کنند.